# Vřesovka
Vřesovka je název pro zahradnickou zeminu, kterou tvoří hrubý, surový humus vznikající rozkladem zbytků vřesovištních rostlin. Zemina má hrubou strukturu a proto vysokou nakypřovací schopnost. S ohledem na původ je vřesovka kyselá až silně kyselá zemina s pouze malým obsahem rostlinných živin. 

## Použití
Vřesovka je vhodná pro pěstování vřesovištních rostlin, například pěnišníků, avšak je v ČR zeminou málo dostupnou. Je nahrazována rašelinou nebo jinými humusovými zeminami.